# Ferdinand II van Tirol
Ferdinand II van Tirol (Linz, 14 juni 1529 — Innsbruck, 24 januari 1595) was van 1564 tot aan zijn dood aartshertog van Voor-Oostenrijk en Tirol. Hij behoorde tot het huis Habsburg.

## Levensloop
Ferdinand II was de tweede zoon van keizer Ferdinand I van het Heilige Roomse Rijk uit diens huwelijk met Anna van Bohemen en Hongarije, dochter van koning Wladislaus II van Hongarije en Bohemen. Hij was de jongere broer van keizer Maximiliaan II. In 1547 wees zijn vader hem de administratie over het koninkrijk Bohemen toe. Als plaatsvervanger van zijn vader perkte hij de rechten van de Boheemse standen in en hief hij hogere belastingen, om de schulden van het Huis Habsburg bij het koopmans- en bankiersgeslacht Fugger, die de keizer financiële steun hadden gegeven in de Schmalkaldische Oorlog, terug te betalen. Ook leidde hij in 1556 in Hongarije de campagne tegen de Ottomanen.
In 1557 huwde hij stiekem met Philippine Welser (1527-1580), een dochter van een patriciër uit Augsburg, met wie hij verschillende kinderen kreeg. In 1559 erkende zijn vader het huwelijk op voorwaarde dat het geheimgehouden werd. Het huwelijk werd beschouwd als een morganatisch huwelijk; hun zonen kregen de titel markgraaf van Burgau en mochten enkel de naam van Oostenrijk dragen indien het Huis Habsburg in de mannelijke lijn zou uitsterven.
Na de dood van zijn vader in 1564 werd Ferdinand de heerser van Tirol en de andere bezittingen in Voor-Oostenrijk, zoals zijn vader in zijn testament had bepaald. Op verzoek van zijn broer bleef hij tot in 1567 ook nog gouverneur van Bohemen en Praag.
Ferdinand zorgde ervoor dat de katholieke Contrareformatie in zijn landerijen slaagde. Ook promootte hij in Centraal-Europa de renaissance en was hij een begerige kunstverzamelaar. Hij liet zijn beduidende portretten- en harnascollectie tentoonstellen in een museum ingericht in het Schloss Ambras. Het onderhouden van dit museum en zijn kunstcollecties was echter zeer duur, waardoor Ferdinand een hoge schuldenberg opbouwde. Uiteindelijk werden bepaalde delen van zijn kunstcollecties ondergebracht in het Kunsthistorisches Museum in Wenen.
In 1580 overleed zijn echtgenote Philippine. Op 14 mei 1582 hertrouwde hij in Innsbruck met de bijna veertig jaar jongere nicht Anna Juliana Gonzaga (1566-1621), dochter van Guglielmo I Gonzaga, de hertog van Mantua, en Ferdinands zus Eleonora van Oostenrijk.
Aartshertog Ferdinand overleed in januari 1595 op 65-jarige leeftijd. Omdat zijn zonen uit zijn eerste huwelijk geen recht hadden op zijn erfenis en er in zijn tweede huwelijk enkel dochters geboren werden, werd Tirol herenigd met de andere landerijen van het Huis Habsburg.

## Nakomelingen
Ferdinand II en zijn eerste echtgenote Philippine Wesler kregen vier kinderen:
- Andreas (1558-1600), markgraaf van Burgau, prins-bisschop van Konstanz en prins-bisschop van Brixen
- Karel (1560-1618), markgraaf van Burgau
- Filips (1562-1563)
- Maria (1562-1563)

Uit zijn tweede huwelijk had hij drie dochters:
- Anna Eleonora (1583-1584)
- Maria (1584-1649), werd kloosterzuster
- Anna (1585-1618), huwde in 1611 met haar neef keizer Matthias

Ook had hij twee buitenechtelijke kinderen. Met Anna van Obrizon kreeg hij een dochter Veronika von Villanders (1551-1589), die huwde met Giovan Francesco di Gonzaga-Novellara, heer van Campitello, en met Johanna Lydl von Mayenburg kreeg hij een zoon Hans Christoph von Hertenberg (1592-1613), die huwde met Ursula Gienger.

## Kwartierstaat (voorouders)
| Keizer Maximiliaan I (1459-1519)     | Keizer Maximiliaan I (1459-1519)     | Keizer Maximiliaan I (1459-1519)     | Keizer Maximiliaan I (1459-1519)     | Keizer Maximiliaan I (1459-1519)     | Keizer Maximiliaan I (1459-1519)     | Maria van Bourgondië (1457-1482) | Maria van Bourgondië (1457-1482) | Maria van Bourgondië (1457-1482)  | Maria van Bourgondië (1457-1482)  | Maria van Bourgondië (1457-1482)  | Maria van Bourgondië (1457-1482)  |                                   |                                   | Ferdinand II van Aragon (1452-1516) | Ferdinand II van Aragon (1452-1516) | Ferdinand II van Aragon (1452-1516) | Ferdinand II van Aragon (1452-1516) | Ferdinand II van Aragon (1452-1516) | Ferdinand II van Aragon (1452-1516) | Isabella I van Castilië (1451-1504) | Isabella I van Castilië (1451-1504) | Isabella I van Castilië (1451-1504) | Isabella I van Castilië (1451-1504) | Isabella I van Castilië (1451-1504) | Isabella I van Castilië (1451-1504) |                                    |                                    | Casimir IV van Polen (1427-1492)   | Casimir IV van Polen (1427-1492)   | Casimir IV van Polen (1427-1492) | Casimir IV van Polen (1427-1492) | Casimir IV van Polen (1427-1492)                                      | Casimir IV van Polen (1427-1492)                                      | Elisabeth van Oostenrijk (1436-1505)                                  | Elisabeth van Oostenrijk (1436-1505)                                  | Elisabeth van Oostenrijk (1436-1505)                                  | Elisabeth van Oostenrijk (1436-1505)                                  | Elisabeth van Oostenrijk (1436-1505)      | Elisabeth van Oostenrijk (1436-1505)      |                                           |                                           | Gaston II van Foix-Candale (1448-1500)    | Gaston II van Foix-Candale (1448-1500)    | Gaston II van Foix-Candale (1448-1500) | Gaston II van Foix-Candale (1448-1500) | Gaston II van Foix-Candale (1448-1500) | Gaston II van Foix-Candale (1448-1500) | Catharina van Foix (1460-1494)     | Catharina van Foix (1460-1494)     | Catharina van Foix (1460-1494)     | Catharina van Foix (1460-1494)     | Catharina van Foix (1460-1494)     | Catharina van Foix (1460-1494)     |  |  |  |  |  |  |  |  |  |  |  |  |  |  |  |  |  |  |  |  |  |  |  |  |  |  |  |  |  |  |  |  |  |  |  |  |  |  |  |  |  |  |  |  |  |  |  |  |
| Keizer Maximiliaan I (1459-1519)     | Keizer Maximiliaan I (1459-1519)     | Keizer Maximiliaan I (1459-1519)     | Keizer Maximiliaan I (1459-1519)     | Keizer Maximiliaan I (1459-1519)     | Keizer Maximiliaan I (1459-1519)     | Maria van Bourgondië (1457-1482) | Maria van Bourgondië (1457-1482) | Maria van Bourgondië (1457-1482)  | Maria van Bourgondië (1457-1482)  | Maria van Bourgondië (1457-1482)  | Maria van Bourgondië (1457-1482)  |                                   |                                   | Ferdinand II van Aragon (1452-1516) | Ferdinand II van Aragon (1452-1516) | Ferdinand II van Aragon (1452-1516) | Ferdinand II van Aragon (1452-1516) | Ferdinand II van Aragon (1452-1516) | Ferdinand II van Aragon (1452-1516) | Isabella I van Castilië (1451-1504) | Isabella I van Castilië (1451-1504) | Isabella I van Castilië (1451-1504) | Isabella I van Castilië (1451-1504) | Isabella I van Castilië (1451-1504) | Isabella I van Castilië (1451-1504) |                                    |                                    | Casimir IV van Polen (1427-1492)   | Casimir IV van Polen (1427-1492)   | Casimir IV van Polen (1427-1492) | Casimir IV van Polen (1427-1492) | Casimir IV van Polen (1427-1492)                                      | Casimir IV van Polen (1427-1492)                                      | Elisabeth van Oostenrijk (1436-1505)                                  | Elisabeth van Oostenrijk (1436-1505)                                  | Elisabeth van Oostenrijk (1436-1505)                                  | Elisabeth van Oostenrijk (1436-1505)                                  | Elisabeth van Oostenrijk (1436-1505)      | Elisabeth van Oostenrijk (1436-1505)      |                                           |                                           | Gaston II van Foix-Candale (1448-1500)    | Gaston II van Foix-Candale (1448-1500)    | Gaston II van Foix-Candale (1448-1500) | Gaston II van Foix-Candale (1448-1500) | Gaston II van Foix-Candale (1448-1500) | Gaston II van Foix-Candale (1448-1500) | Catharina van Foix (1460-1494)     | Catharina van Foix (1460-1494)     | Catharina van Foix (1460-1494)     | Catharina van Foix (1460-1494)     | Catharina van Foix (1460-1494)     | Catharina van Foix (1460-1494)     |  |  |  |  |  |  |  |  |  |  |  |  |  |  |  |  |  |  |  |  |  |  |  |  |  |  |  |  |  |  |  |  |  |  |  |  |  |  |  |  |  |  |  |  |  |  |  |  |
|                                      |                                      |                                      |                                      |                                      |                                      |                                  |                                  |                                   |                                   |                                   |                                   |                                   |                                   |                                     |                                     |                                     |                                     |                                     |                                     |                                     |                                     |                                     |                                     |                                     |                                     |                                    |                                    |                                    |                                    |                                  |                                  |                                                                       |                                                                       |                                                                       |                                                                       |                                                                       |                                                                       |                                           |                                           |                                           |                                           |                                           |                                           |                                        |                                        |                                        |                                        |                                    |                                    |                                    |                                    |                                    |                                    |  |  |  |  |  |  |  |  |  |  |  |  |  |  |  |  |  |  |  |  |  |  |  |  |  |  |  |  |  |  |  |  |  |  |  |  |  |  |  |  |  |  |  |  |  |  |  |  |
|                                      |                                      |                                      |                                      | Filips de Schone (1478-1506)         | Filips de Schone (1478-1506)         | Filips de Schone (1478-1506)     | Filips de Schone (1478-1506)     | Filips de Schone (1478-1506)      | Filips de Schone (1478-1506)      |                                   |                                   |                                   |                                   |                                     |                                     | Johanna van Castilië (1479-1555)    | Johanna van Castilië (1479-1555)    | Johanna van Castilië (1479-1555)    | Johanna van Castilië (1479-1555)    | Johanna van Castilië (1479-1555)    | Johanna van Castilië (1479-1555)    |                                     |                                     |                                     |                                     |                                    |                                    |                                    |                                    |                                  |                                  | Wladislaus II van Hongarije (1456-1514)                               | Wladislaus II van Hongarije (1456-1514)                               | Wladislaus II van Hongarije (1456-1514)                               | Wladislaus II van Hongarije (1456-1514)                               | Wladislaus II van Hongarije (1456-1514)                               | Wladislaus II van Hongarije (1456-1514)                               |                                           |                                           |                                           |                                           |                                           |                                           | Anna van Foix-Candale (1484-1506)      | Anna van Foix-Candale (1484-1506)      | Anna van Foix-Candale (1484-1506)      | Anna van Foix-Candale (1484-1506)      | Anna van Foix-Candale (1484-1506)  | Anna van Foix-Candale (1484-1506)  |                                    |                                    |                                    |                                    |  |  |  |  |  |  |  |  |  |  |  |  |  |  |  |  |  |  |  |  |  |  |  |  |  |  |  |  |  |  |  |  |  |  |  |  |  |  |  |  |  |  |  |  |  |  |  |  |
|                                      |                                      |                                      |                                      | Filips de Schone (1478-1506)         | Filips de Schone (1478-1506)         | Filips de Schone (1478-1506)     | Filips de Schone (1478-1506)     | Filips de Schone (1478-1506)      | Filips de Schone (1478-1506)      |                                   |                                   |                                   |                                   |                                     |                                     | Johanna van Castilië (1479-1555)    | Johanna van Castilië (1479-1555)    | Johanna van Castilië (1479-1555)    | Johanna van Castilië (1479-1555)    | Johanna van Castilië (1479-1555)    | Johanna van Castilië (1479-1555)    |                                     |                                     |                                     |                                     |                                    |                                    |                                    |                                    |                                  |                                  | Wladislaus II van Hongarije (1456-1514)                               | Wladislaus II van Hongarije (1456-1514)                               | Wladislaus II van Hongarije (1456-1514)                               | Wladislaus II van Hongarije (1456-1514)                               | Wladislaus II van Hongarije (1456-1514)                               | Wladislaus II van Hongarije (1456-1514)                               |                                           |                                           |                                           |                                           |                                           |                                           | Anna van Foix-Candale (1484-1506)      | Anna van Foix-Candale (1484-1506)      | Anna van Foix-Candale (1484-1506)      | Anna van Foix-Candale (1484-1506)      | Anna van Foix-Candale (1484-1506)  | Anna van Foix-Candale (1484-1506)  |                                    |                                    |                                    |                                    |  |  |  |  |  |  |  |  |  |  |  |  |  |  |  |  |  |  |  |  |  |  |  |  |  |  |  |  |  |  |  |  |  |  |  |  |  |  |  |  |  |  |  |  |  |  |  |  |
|                                      |                                      |                                      |                                      |                                      |                                      |                                  |                                  |                                   |                                   | Keizer Ferdinand I (1503-1564)    | Keizer Ferdinand I (1503-1564)    | Keizer Ferdinand I (1503-1564)    | Keizer Ferdinand I (1503-1564)    | Keizer Ferdinand I (1503-1564)      | Keizer Ferdinand I (1503-1564)      |                                     |                                     |                                     |                                     |                                     |                                     |                                     |                                     |                                     |                                     |                                    |                                    |                                    |                                    |                                  |                                  |                                                                       |                                                                       |                                                                       |                                                                       |                                                                       |                                                                       | Anna van Bohemen en Hongarije (1503-1547) | Anna van Bohemen en Hongarije (1503-1547) | Anna van Bohemen en Hongarije (1503-1547) | Anna van Bohemen en Hongarije (1503-1547) | Anna van Bohemen en Hongarije (1503-1547) | Anna van Bohemen en Hongarije (1503-1547) |                                        |                                        |                                        |                                        |                                    |                                    |                                    |                                    |                                    |                                    |  |  |  |  |  |  |  |  |  |  |  |  |  |  |  |  |  |  |  |  |  |  |  |  |  |  |  |  |  |  |  |  |  |  |  |  |  |  |  |  |  |  |  |  |  |  |  |  |
|                                      |                                      |                                      |                                      |                                      |                                      |                                  |                                  |                                   |                                   | Keizer Ferdinand I (1503-1564)    | Keizer Ferdinand I (1503-1564)    | Keizer Ferdinand I (1503-1564)    | Keizer Ferdinand I (1503-1564)    | Keizer Ferdinand I (1503-1564)      | Keizer Ferdinand I (1503-1564)      |                                     |                                     |                                     |                                     |                                     |                                     |                                     |                                     |                                     |                                     |                                    |                                    |                                    |                                    |                                  |                                  |                                                                       |                                                                       |                                                                       |                                                                       |                                                                       |                                                                       | Anna van Bohemen en Hongarije (1503-1547) | Anna van Bohemen en Hongarije (1503-1547) | Anna van Bohemen en Hongarije (1503-1547) | Anna van Bohemen en Hongarije (1503-1547) | Anna van Bohemen en Hongarije (1503-1547) | Anna van Bohemen en Hongarije (1503-1547) |                                        |                                        |                                        |                                        |                                    |                                    |                                    |                                    |                                    |                                    |  |  |  |  |  |  |  |  |  |  |  |  |  |  |  |  |  |  |  |  |  |  |  |  |  |  |  |  |  |  |  |  |  |  |  |  |  |  |  |  |  |  |  |  |  |  |  |  |
|                                      |                                      |                                      |                                      |                                      |                                      |                                  |                                  |                                   |                                   |                                   |                                   |                                   |                                   |                                     |                                     |                                     |                                     |                                     |                                     |                                     |                                     |                                     |                                     |                                     |                                     |                                    |                                    |                                    |                                    |                                  |                                  |                                                                       |                                                                       |                                                                       |                                                                       |                                                                       |                                                                       |                                           |                                           |                                           |                                           |                                           |                                           |                                        |                                        |                                        |                                        |                                    |                                    |                                    |                                    |                                    |                                    |  |  |  |  |  |  |  |  |  |  |  |  |  |  |  |  |  |  |  |  |  |  |  |  |  |  |  |  |  |  |  |  |  |  |  |  |  |  |  |  |  |  |  |  |  |  |  |  |
|                                      |                                      |                                      |                                      |                                      |                                      |                                  |                                  |                                   |                                   |                                   |                                   |                                   |                                   |                                     |                                     |                                     |                                     |                                     |                                     |                                     |                                     |                                     |                                     |                                     |                                     |                                    |                                    |                                    |                                    |                                  |                                  |                                                                       |                                                                       |                                                                       |                                                                       |                                                                       |                                                                       |                                           |                                           |                                           |                                           |                                           |                                           |                                        |                                        |                                        |                                        |                                    |                                    |                                    |                                    |                                    |                                    |  |  |  |  |  |  |  |  |  |  |  |  |  |  |  |  |  |  |  |  |  |  |  |  |  |  |  |  |  |  |  |  |  |  |  |  |  |  |  |  |  |  |  |  |  |  |  |  |
| Elisabeth van Oostenrijk (1526-1545) | Elisabeth van Oostenrijk (1526-1545) | Elisabeth van Oostenrijk (1526-1545) | Elisabeth van Oostenrijk (1526-1545) | Elisabeth van Oostenrijk (1526-1545) | Elisabeth van Oostenrijk (1526-1545) |                                  |                                  | Keizer Maximiliaan II (1527-1576) | Keizer Maximiliaan II (1527-1576) | Keizer Maximiliaan II (1527-1576) | Keizer Maximiliaan II (1527-1576) | Keizer Maximiliaan II (1527-1576) | Keizer Maximiliaan II (1527-1576) |                                     |                                     | Anna van Oostenrijk (1528-1590)     | Anna van Oostenrijk (1528-1590)     | Anna van Oostenrijk (1528-1590)     | Anna van Oostenrijk (1528-1590)     | Anna van Oostenrijk (1528-1590)     | Anna van Oostenrijk (1528-1590)     |                                     |                                     | Ferdinand II van Tirol (1529-1595)  | Ferdinand II van Tirol (1529-1595)  | Ferdinand II van Tirol (1529-1595) | Ferdinand II van Tirol (1529-1595) | Ferdinand II van Tirol (1529-1595) | Ferdinand II van Tirol (1529-1595) |                                  |                                  | Maria van Oostenrijk (1531-1581) Magdalena van Oostenrijk (1532-1590) | Maria van Oostenrijk (1531-1581) Magdalena van Oostenrijk (1532-1590) | Maria van Oostenrijk (1531-1581) Magdalena van Oostenrijk (1532-1590) | Maria van Oostenrijk (1531-1581) Magdalena van Oostenrijk (1532-1590) | Maria van Oostenrijk (1531-1581) Magdalena van Oostenrijk (1532-1590) | Maria van Oostenrijk (1531-1581) Magdalena van Oostenrijk (1532-1590) |                                           |                                           | Karel II van Oostenrijk (1540-1590)       | Karel II van Oostenrijk (1540-1590)       | Karel II van Oostenrijk (1540-1590)       | Karel II van Oostenrijk (1540-1590)       | Karel II van Oostenrijk (1540-1590)    | Karel II van Oostenrijk (1540-1590)    |                                        |                                        | Johanna van Oostenrijk (1547-1578) | Johanna van Oostenrijk (1547-1578) | Johanna van Oostenrijk (1547-1578) | Johanna van Oostenrijk (1547-1578) | Johanna van Oostenrijk (1547-1578) | Johanna van Oostenrijk (1547-1578) |  |  |  |  |  |  |  |  |  |  |  |  |  |  |  |  |  |  |  |  |  |  |  |  |  |  |  |  |  |  |  |  |  |  |  |  |  |  |  |  |  |  |  |  |  |  |  |  |